# Хулимес (муниципалитет)
Хулимес (исп. Julimes) — муниципалитет в Мексике, штат Чиуауа с административным центром в одноимённом посёлке. Численность населения, по данным переписи 2010 года, составила 4953 человека.

## Общие сведения
Название Julimes дано в честь одного из монахов-основателей административного центра.
Площадь муниципалитета равна 4120 км², что составляет 1,66 % от общей площади штата, а наивысшая точка — 1700 метров, расположена в поселении Ла-Койота.
Он граничит с другими муниципалитетами штата Чиуауа: на севере с Альдамой и Охинагой, на востоке с Камарго, на юге с Саусильо и Делисьясом, на западе с Меоки и Росалесом.

## Учреждение и состав
Муниципалитет был образован в 1887 году, в его состав входит 52 населённых пункта, самые крупные из которых:
| Код INEGI | Населённый пункт                                                                   | Численность населения (2005 год) | Численность населения (2010 год) |
| --------- | ---------------------------------------------------------------------------------- | -------------------------------- | -------------------------------- |
| 038       | Всего                                                                              | 4507                             | 4953                             |
| 0001      | Хулимес (исп. Julimes) 28°25′23″ с. ш. 105°25′50″ з. д.                            | 1756                             | 1795                             |
| 0041      | Ла-Рехина (исп. La Regina) 28°24′48″ с. ш. 105°27′06″ з. д.                        | 559                              | 739                              |
| 0095      | Колония-Сан-Хосе (исп. Colonia San José) 28°23′01″ с. ш. 105°26′25″ з. д.          | 507                              | 509                              |
| 0012      | Колония-Эсперанса (исп. Colonia Esperanza) 28°26′50″ с. ш. 105°27′16″ з. д.        | 404                              | 509                              |
| 0028      | Умбольдт (исп. Hacienda Humboldt (Ejido Julimes)) 28°22′39″ с. ш. 105°25′02″ з. д. | 296                              | 344                              |
| 0029      | Лабор-Нуэва (исп. Labor Nueva) 28°28′38″ с. ш. 105°27′25″ з. д.                    | 176                              | 262                              |

## Экономика
По статистическим данным 2000 года, работоспособное население занято по секторам экономики в следующих пропорциях: сельское хозяйство, скотоводство и рыбная ловля — 42,4 %, промышленность и строительство — 33,2 %, сфера обслуживания и туризма — 21,2 %, прочее — 3,2 %.

## Инфраструктура
По статистическим данным 2010 года, инфраструктура развита следующим образом:
- электрификация: 98,2 %;
- водоснабжение: 97,5 %;
- водоотведение: 86,6 %.

## Фотографии

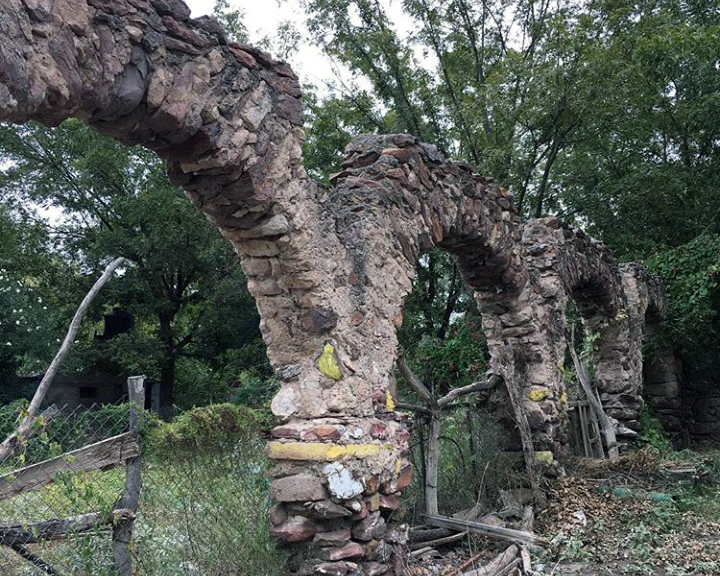
Бывшая асьенда Умбольдт
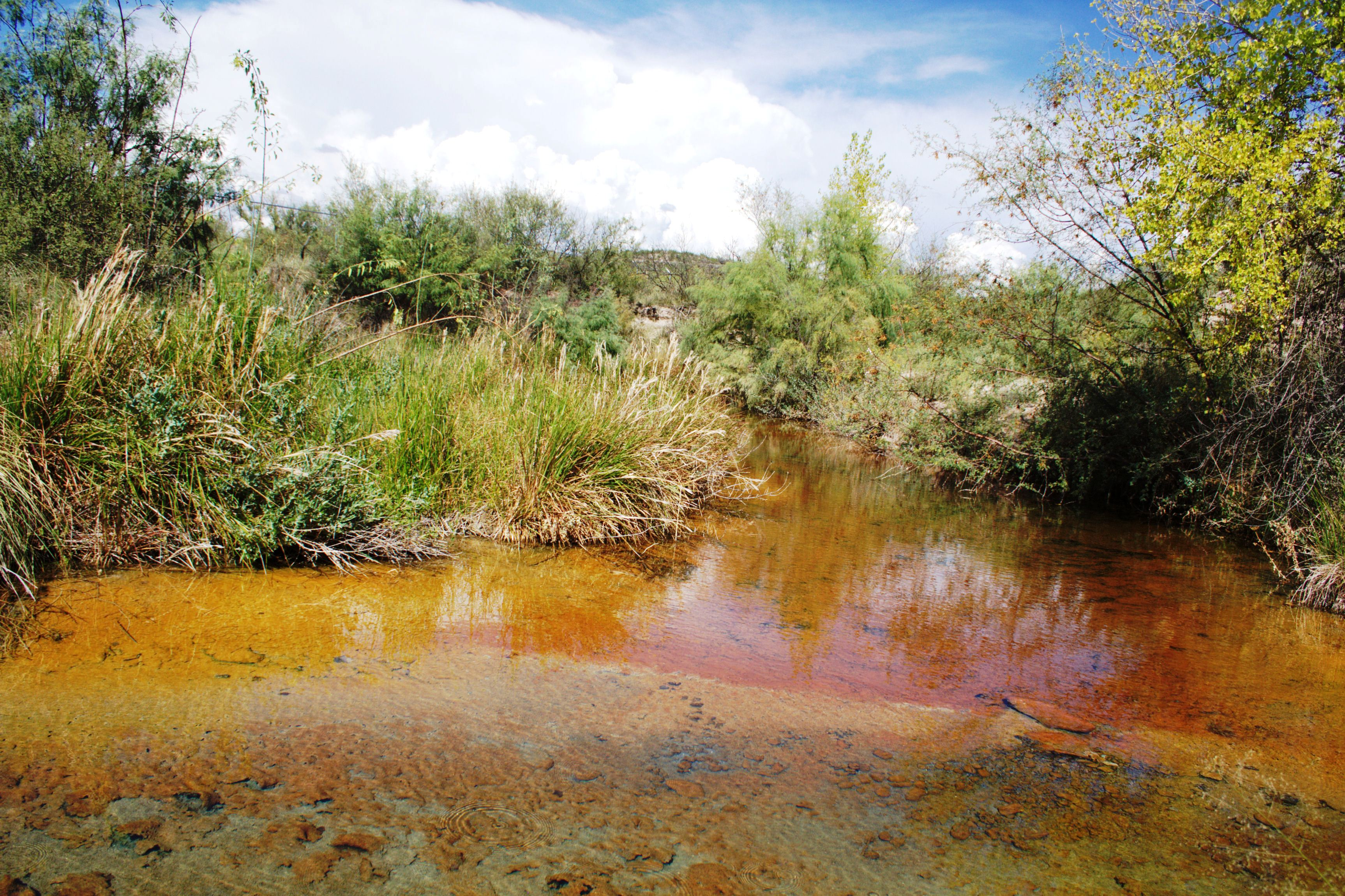
Горячий источник